# 齊 (恆星)
摩羯座χ，又名BD-21 5933，HD 201184、SAO 190050、HR 8087，是摩羯座的一颗恒星，视星等为5.3，位于銀經26.84，銀緯-39.21，其B1900.0坐标为赤經21h 2m 50s，赤緯-21° -39.21′ 44″。